# Boban Nikolov
Boban Nikolov (cirill betűs írással: Бобан Николов; Stip, 1994. július 28. –) macedón válogatott labdarúgó, a  boszniai Borac Banja Luka középpályása.

## Pályafutása

### Klubcsapatokban
Nikolov a macedón Bregalnica Štip és a romániai Gheorghe Hagi Labdarúgó Akadémia csapataiban nevelkedett. 2013. március 8-án mutatkozott be felnőtt labdarúgó-mérkőzésen a Viitorul Constanța színeiben, egy a Gaz Metan Mediaș ellen 4-1-re elveszített bajnokin. Első gólját a Steaua Bucureștinek lőtte május 9-én. A klubban két évig futballozott, majd leigazolta őt a macedón Vardar együttese, amellyel kétszer macedón bajnokságot, egyszer macedón szuperkupát ünnepelhetett, valamint bejutott a 2017–2018-as Európa-liga csoportkörébe is.
2018. január 18-án a MOL Fehérvár szerződtette.
2021 januárjáig játszott a székesfehérvári csapatban, amellyel bajnoki címet nyert és szerepelt az Európa-liga csoportkörében. Összesen 106 tétmérkőzésen viselte a klub mezét és tizenegy gólt szerzett. 2021. január 19-én az olasz másodosztályban szereplő Lecce szerződtette. Augusztus 20-án a moldáv Sheriff Tiraspol szerződtette. 2022. szeptember 17-én a román FCSB csapatával 1+1 éves szerződés kötött.

### A válogatottban
Többszörös macedón utánpótlás-válogatott, a macedón csapat tagjaként részt vett a 2017-es U21-es labdarúgó-Európa-bajnokságon. A felnőtt válogatottban 2016. május 29-én mutatkozott be Azerbajdzsán ellen. Tagja volt a 2020-as labdarúgó-Európa-bajnokságon résztvevő válogatottnak.

## Statisztika

### A macedón válogatottban
| Észak-Macedónia | Észak-Macedónia | Észak-Macedónia |
| Év              | Mérk.           | Gólok           |
| --------------- | --------------- | --------------- |
| 2016            | 2               | 0               |
| 2017            | 4               | 1               |
| 2018            | 7               | 0               |
| 2019            | 9               | 1               |
| 2020            | 7               | 0               |
| 2021            | 11              | 1               |
| 2022            | 8               | 1               |
| 2023            | 0               | 0               |
| Összesen        | 48              | 4               |

### Mérkőzései a macedón válogatottban
| #   | Dátum               | Ellenfél      | Eredmény | Kiírás              | Esemény   |
| --- | ------------------- | ------------- | -------- | ------------------- | --------- |
| 1.  | 2016. május 29.     | Azerbajdzsán  | 3 – 1    | barátságos mérkőzés | 31' 82'   |
| 2.  | 2016. június 2.     | Irán          | 1 – 3    | barátságos mérkőzés | 46'       |
| 3.  | 2017. március 24.   | Liechtenstein | 3 – 0    | Vb-selejtező        | 43'       |
| 4.  | 2017. szeptember 2. | Izrael        | 1 – 0    | Vb-selejtező        | 63'       |
| 5.  | 2017. szeptember 5. | Albánia       | 1 – 1    | Vb-selejtező        | 58'       |
| 6.  | 2017. november 11.  | Norvégia      | 2 – 0    | barátságos mérkőzés | 76'       |
| 7.  | 2018. március 23.   | Finnország    | 0 – 0    | barátságos mérkőzés | 66'       |
| 8.  | 2018. március 27.   | Azerbajdzsán  | 1 – 1    | barátságos mérkőzés | 69'       |
| 9.  | 2018. szeptember 6. | Gibraltár     | 2 – 0    | Nemzetek Ligája     |           |
| 10. | 2018. szeptember 9. | Örményország  | 2 – 0    | Nemzetek Ligája     | 74'       |
| 11. | 2018. október 13.   | Liechtenstein | 4 – 1    | Nemzetek Ligája     | 69'       |
| 12. | 2018. november 16.  | Liechtenstein | 2 – 0    | Nemzetek Ligája     |           |
| 13. | 2018. november 19.  | Gibraltár     | 4 – 0    | Nemzetek Ligája     |           |
| 14. | 2019. március 21.   | Lettország    | 3 – 1    | Eb-selejtező        |           |
| 15. | 2019. március 24.   | Szlovénia     | 1 – 1    | Eb-selejtező        | 19'       |
| 16. | 2019. június 7.     | Lengyelország | 0 – 1    | Eb-selejtező        | 62'       |
| 17. | 2019. június 10.    | Ausztria      | 1 – 4    | Eb-selejtező        | 67'       |
| 18. | 2019. szeptember 5. | Izrael        | 1 – 1    | Eb-selejtező        | 7' 75'    |
| 19. | 2019. szeptember 9. | Lettország    | 2 – 0    | Eb-selejtező        | 75'       |
| 20. | 2019. október 10.   | Szlovénia     | 2 – 1    | Eb-selejtező        |           |
| 21. | 2019. október 13.   | Lengyelország | 0 – 2    | Eb-selejtező        | 19' 88'   |
| 22. | 2019. november 19.  | Izrael        | 1 – 0    | Eb-selejtező        | 45+2' 60' |
| 23. | 2020. szeptember 5. | Örményország  | 2 – 1    | Nemzetek Ligája     | 75'       |
| 25. | 2020. szeptember 8. | Grúzia        | 1 – 1    | Nemzetek Ligája     | 59' 65'   |

## Sikerei, díjai

### Klubcsapatokban
Vardar
- Macedón bajnokság
  - Bajnok (2): 2015–16, 2016–17
- Macedón szuperkupa
  - Győztes (1): 2015

 Fehérvár
- Magyar bajnokság
  - Bajnok (1): 2017–18
  - Ezüstérmes (2): 2018–19, 2019–20
- Magyar kupa
  - Győztes (1): 2018–19

 Sheriff Tiraspol
- Moldáv bajnokság
  - Bajnok (1): 2021–22
- Moldáv kupa
  - Győztes (1): 2021–22